# دهستان قلعه (چرداول)
دهستان قلعه، یکی از دهستان‌های بخش زاگرس شهرستان چرداول در استان ایلام ایران است. مرکز این دهستان، روستای شله کش است.

## جمعیت
بر پایه سرشماری عمومی نفوس و مسکن در سال ۱۳۹۵، جمعیت دهستان قلعه برابر با ۱٬۹۳۷ نفر بوده‌است.